# Constituția Uniunii Sovietice din 1924
Constituția Sovietică din 1924 a fost prima constituție a Uniunii Sovietice și legitima unirea din 1922 a RSFS Ruse, RSS Ucrainene, RSS Belaruse și RSFS Transcaucaziene pentru a forma Uniunea Sovietică. Constituția a fost ratificată de către Al Doilea Congres al Sovietelor.
Constituția schimba de asemenea structura conducerii centrale. Constituția stabilea ca organ suprem al puterii în stat Comitetul Central Executiv între sesiunile Congreselor Sovietelor. Sovietul naționalităților reprezenta interesele republicilor unionale. Prezidiumul Comitetului Central Executiv îndeplinea rolul unei președinții colective. Între sesiunile Comitetului Central Executiv, Prezidiumul superviza administrația guvernamentală. Comitetul Central Executiv alegea de asemenea Sovnarkomul, care era ramura executivă a puterii în stat.